# سیارک ۱۲۱۳۲
سیارک ۱۲۱۳۲ (به انگلیسی: 12132 Wimfroger، نامگذاری:2103P-L) دوازده هزار و صد و سی و دومین سیارک کشف شده‌است که در ۲۴ سپتامبر ۱۹۶۰ کشف شد.